# Mimetus puritanus
Espèce
Mimetus puritanus est une espèce d'araignées aranéomorphes de la famille des Mimetidae.

## Distribution
Cette espèce se rencontre aux États-Unis au Texas, en Floride, en Géorgie, en Virginie, dans l'État de New York, au Connecticut, au Massachusetts et au Maine et au Canada en Ontario et au Québec,.

## Publication originale
- Chamberlin, 1923 : The North American species of Mimetus. Journal of Entomology and Zoology, vol. 15, p. 3-9 (texte intégral).